# Железари (Тирговиштська область)
Железа́ри (болг. Железари) — село в Тирговиштській області Болгарії. Входить до складу общини Омуртаг.

## Населення
За даними перепису населення 2011 року у селі проживали 0 осіб.
Динаміка населення: